# Cobbtown
Cobbtown é uma cidade localizada no estado americano de Geórgia, no Condado de Tattnall.

## Demografia
Segundo o censo americano de 2000, a sua população era de 311 habitantes.
Em 2006, foi estimada uma população de 325, um aumento de 14 (4.5%).

## Geografia
De acordo com o United States Census Bureau tem uma área de
1,8 km², dos quais 1,8 km² cobertos por terra e 0,0 km² cobertos por água.

## Localidades na vizinhança
O diagrama seguinte representa as localidades num raio de 20 km ao redor de Cobbtown.